# مردم لامبا
لامباها یک گروه قومی و زبانی هستند که در ناحیه کران و دوفلگو منطقه کارا در شمال توگو و در بخش‌های آتاکورا و دونگا در بنین، آفریقای غربی زندگی می‌کنند. مرکز ناحیه کران کانته و مرکز ناحیه دوفلگو نیامتوگو است.
در توگو، لامباها در مرکز و غرب ناحیه کران زندگی می‌کنند. در کوه‌های توگو در زنجیره دفاله؛ در بخش غربی منطقه دوفلگو؛ در بخش شرقی ناحیه دوفلگو در شمال رودخانه بینه: و در نیامتوگو، در روستاهای یاکا و آگبنده. در بنین، لامباها در بوکومبه (بوکامتیه) و اطراف آن در بخش آتاکورا و در نزدیکی جوگو و باسیلا در بخش دونگا زندگی می‌کنند. آنها همچنین در مناطق دیاسپورا در مناطق مرکزی و فلات توگو، در مناطق مرزی غنا، و در شهرهای پایتخت لومه و کوتونو ساکن هستند.
مردم لامبا عمدتاً به کشاورزی معیشتی و پرورش حیوانات کوچک علی‌الخصوص مرغ، مرغ شاخدار، بز، خوک و گوسفند اشتغال دارند. این مردم ارزن و ذرت خوشه ای می‌کارند که با آن نوعی حلیم غلیظ می‌پزند که خوراک اصلی این مردم را تشکیل می‌دهد و همچنین در تهیه آبجوی غلیظی با درصد الکل کم کاربرد دارد. به علاوه کاشت یم، مانیوک، بادام زمینی، لوبیا و فونیو نیز رواج دارد.
مردم لامبا به دنبال زمین حاصلخیز به ناحیه ای در توگو مابین سوکوده و نوتسه مهاجرت کردند که در آنجا اجتماعاتی تشکیل داده‌اند.
علاوه بر این، در پی شغل و مزد به پایتخت توگو، شهر لومه و پایتخت اقتصادی بنین، شهر کوتونو نیز کوچ کرده‌اند. مردان لامبا نه تنها در ارتش مستعمراتی آلمان، بریتانیا و فرانسه، بلکه در ارتش بنین و توگو در سال‌های پس از استقلال این دو کشور نیز خدمت کرده‌اند.